# Jerzy Albert (książę Schwarzburg-Rudolstadt)
Jerzy Albert (ur. 23 listopada 1838 w Rudolstadt, zm. 19 stycznia 1890 tamże) – w latach 1869–1890 książę Schwarzburg-Rudolstadt.

## Życiorys
Był drugim synem (trzecim dzieckiem) księcia, Alberta i jego żony Augusty Solms-Braunfels. Po śmierci stryja, księcia Fryderyka Gintera 28 czerwca 1867 został następcą tronu, a kiedy zmarł jego ojciec 26 listopada 1869 nowym suwerennym księciem.
Karierę wojskową rozpoczął w 1859 roku. W 1864 roku był adiutantem generała Gustawa von Mülbe. W trakcie trwania wojny duńskiej 1864 roku brał udział w szturmie na Dippel. Podczas jego panowania Związek Północnoniemiecki został rozwiązany po Zwycięstwie Prus w wojnie z Francją. W konsekwencji 18 stycznia 1871 król Prus ogłosił się cesarzem Niemiec, a Jerzy Albert przestał być władcą suwerennego państwa i stał się poddanym Wilhelma I.
25 czerwca 1886 został odznaczony Orderem Czarnego Orła. Zmarł bezżennie i bezdzietnie. Jego następcą został kuzyn Ginter Wiktor.